# Соціал-демократична партія (Японія)
Соціал-демократична партія Японії (яп. 社会民主党 — сякай мінсю то, «соціал-демократична партія»; скорочено: 社民党 — сямінто) — японська політична партія соціал-демократичного спрямування заснована у 1996 році шляхом перейменування Соціалістичної партії Японії. Відома також як СДПЯ. Соціалістична партія Японії була заснована у 1945 році і до 1990 років являла собою найбільшу опозиційну групу у Парламенті Японії. Однак невдачі сформованого нею у 1994–1996 роках уряду, змусили змінити імідж партії, що спричинило зміну назви на «Соціал-демократична партія Японії». У 1996 році соціал-демократи зазнали повного провалу на парламентських виборах і їхнє місце опозиціонерів посіла Демократична партія Японії. Вибори 2005 року також успішними не були. Втрата партією електорату пов'язується, насамперед, із наближенням позицій соціал-демократів до комуністів, а ідеї останніх не мають широкої підтримки у сучасного населення Японії.